# Louise Fletcher
Estelle Louise Fletcher (Birmingham, Alabama, Estats Units, 22 de juliol de 1934 - Montdurauça, 23 de setembre de 2022) fou una actriu estatunidenca. És sobretot coneguda pel seu paper de la infermera en cap a l'hospital psiquiàtric d'Algú va volar sobre el niu del cucut (1975), paper que li va valer un Oscar l'any següent.

## Biografia
Després d'anar a la Universitat de Carolina del Nord es va traslladar a Los Angeles, Califòrnia, on treballava com a secretària de dia i feia classes d'actuació de nit.
Va començar a actuar en diverses produccions per a la televisió, però després de casar-se el 1960 amb Jerry Bick, es va retirar per educar els seus dos fills; el 1978 es va divorciar del seu marit.
El 1974 va tornar al cinema, participant en la pel·lícula Thieves Like Us. Miloš Forman va veure aquesta interpretació i la va cridar per interpretar el paper de la infermera Mildred Ratched a la pel·lícula Algú va volar sobre el niu del cucut'' (1975), pel qual va guanyar l'Oscar a la millor actriu. També ha aparegut en altres pel·lícules com Exorcist II: The Heretic (1977), The Cheap Detective (1978), Brainstorm (1983), Firestarter (1984), Flowers in the Attic (1987) o Intencions perverses (1999).
Fletcher va ser candidata als Emmy pel seu paper en la sèrie de televisió Picket Fences. També va tenir un paper en la sèrie Star trek: Espai Profund Nou.
Morí a la seva residència del sud de França el setembre de 2022.

## Filmografia
| Any  | Pel·lícula                                                             | Paper                            | Notes                                                                                      |
| ---- | ---------------------------------------------------------------------- | -------------------------------- | ------------------------------------------------------------------------------------------ |
| 1963 | A Gathering of Eagles                                                  | Mrs. Kemler                      | No surt als crèdits                                                                        |
| 1974 | Thieves Like Us                                                        | Mattie                           |                                                                                            |
| 1975 | Algú va volar sobre el niu del cucut (One Flew Over the Cuckoo's Nest) | Infermera Mildred Ratched        | Oscar a la millor actriu Globus d'Or a la millor actriu dramàtica BAFTA a la millor actriu |
| 1975 | Russian Roulette                                                       | Midge                            |                                                                                            |
| 1977 | Exorcist II: The Heretic                                               | Dr. Gene Tuskin                  |                                                                                            |
| 1978 | The Cheap Detective                                                    | Marlene DuChard                  |                                                                                            |
| 1979 | Natural Enemies                                                        | Miriam Steward                   |                                                                                            |
| 1979 | The Magician of Lublin                                                 | Emilia                           |                                                                                            |
| 1979 | The Lady in Red                                                        | Anna Sage                        |                                                                                            |
| 1980 | Mamma Dracula                                                          | Mama Dracula                     |                                                                                            |
| 1980 | The Lucky Star                                                         | Loes Bakker                      |                                                                                            |
| 1981 | Strange Behavior                                                       | Barbara Moorehead                |                                                                                            |
| 1983 | Projecte Brainstorm (Brainstorm)                                       | Dr. Lillian Reynolds             | Premi Saturn a la millor actriu                                                            |
| 1983 | Strange Invaders                                                       | Mrs. Benjamin                    |                                                                                            |
| 1983 | Overnight Sensation                                                    | Eve Peregrine – 'E. K. Hamilton' |                                                                                            |
| 1984 | Ulls de foc (Firestarter)                                              | Norma Manders                    |                                                                                            |
| 1984 | Talk to Me                                                             | Mare de Richard                  |                                                                                            |
| 1986 | Una noia amb seny                                                      | Pearl                            |                                                                                            |
| 1986 | Més enllà de la realitat (The Boy Who Could Fly)                       | Psiquiatre                       |                                                                                            |
| 1986 | Invaders from Mars                                                     | Mrs. McKeltch                    |                                                                                            |
| 1987 | Flowers in the Attic                                                   | Àvia – Olivia Foxworth           |                                                                                            |
| 1987 | Predator: The Concert                                                  | Supervisora del parc             |                                                                                            |
| 1988 | Passió sota la lluna (Two Moon Junction)                               | Belle Delongpre                  |                                                                                            |
| 1989 | Best of the Best                                                       | Mrs. Grady                       |                                                                                            |
| 1990 | Acer blau (Blue Steel)                                                 | Shirley Turner                   |                                                                                            |
| 1990 | Shadowzone                                                             | Dra. Erhardt                     |                                                                                            |
| 1994 | Giorgino                                                               | tavernera                        |                                                                                            |
| 1994 | Tryst                                                                  | Maggie                           |                                                                                            |
| 1994 | Carretera de peatge (Tollbooth)                                        | Lillian                          |                                                                                            |
| 1995 | Return to Two Moon Junction                                            | Belle Delongpre                  |                                                                                            |
| 1995 | Virtuosity                                                             | Elizabeth Deane                  |                                                                                            |
| 1996 | The Stepford Husbands                                                  | Miriam Benton                    |                                                                                            |
| 1996 | Edie & Pen                                                             | Judge                            |                                                                                            |
| 1996 | Mulholland Falls                                                       | Esther                           | No surt als crèdits                                                                        |
| 1996 | Frankenstein and Me                                                    | Mrs. Perdue                      |                                                                                            |
| 1996 | High School High                                                       | Principal Evelyn Doyle           |                                                                                            |
| 1996 | 2 Days in the Valley                                                   | Evelyn                           |                                                                                            |
| 1997 | Breast Men                                                             | Mrs. Saunders                    |                                                                                            |
| 1997 | The Girl Gets Moe                                                      | Gloria                           |                                                                                            |
| 1997 | Gone Fishin'                                                           | Propietària del restaurant       | No surt als crèdits                                                                        |
| 1998 | Love Kills                                                             | Alena Heiss                      |                                                                                            |
| 1999 | Un mapa del món (A Map of the World)                                   | Nellie Goodwin                   |                                                                                            |
| 1999 | Intencions perverses (Cruel Intentions)                                | Helen Rosemond                   |                                                                                            |
| 1999 | The Contract                                                           | Àvia Collins                     |                                                                                            |
| 2000 | More Dogs Than Bones                                                   | Iva Doll                         |                                                                                            |
| 2000 | Very Mean Men                                                          | Katherine Mulroney               |                                                                                            |
| 2000 | Big Eden                                                               | Grace Cornwell                   |                                                                                            |
| 2000 | Silver Man                                                             | Val                              |                                                                                            |
| 2001 | After Image                                                            | Tia Cora                         |                                                                                            |
| 2001 | La carícia de l'assassí (Touched by a Killer)                          | Jutgessa Erica Robertson         |                                                                                            |
| 2001 | Dial 9 for Love                                                        | Abbie                            |                                                                                            |
| 2002 | Manna from Heaven                                                      | Mare superiora                   |                                                                                            |
| 2003 | Finding Home                                                           | Esther                           |                                                                                            |
| 2004 | Clipping Adam                                                          | Grammy                           |                                                                                            |
| 2005 | Aurora Borealis                                                        | Ruth Shorter                     |                                                                                            |
| 2005 | Dancing in Twilight                                                    | Evelyn                           |                                                                                            |
| 2006 | Fat Rose and Squeaky                                                   | Bonnie                           |                                                                                            |
|      | Me and Luke                                                            | Àvia Glennie                     |                                                                                            |
| 2007 | The Last Sin Eater                                                     | Miz Elda                         |                                                                                            |

## Altres premis

### Nominacions
- 1996: Primetime Emmy a la millor actriu convidada en sèrie dramàtica per Picket Fences
- 2004: Primetime Emmy a la millor actriu convidada en sèrie dramàtica per Joan of Arcadia

## Anècdotes
- Com que el seu pare i la seva mare eren sords, la seva tia li va ensenyar a parlar. Va aprendre de molt jove la llengua dels signes per poder comunicar-se amb els seus pares.
- A principis de gener de 2006, la pàgina web especialitzada en cinema imdb va publicar un obituari anunciant la mort de Louise Fletcher a Las Vegas a causa d'un atac cardíac, tot i que poc després el va retirar en comprovar que l'actriu encara seguia viva.
- El seu paper a Algú va volar sobre el niu del cucut com Mildred Ratched va ser considerada com el 5è persontage més dolent de la història del cinema per l'American Film Institute en la seva llista de centenari AFI's 100 Years...100 Heroes and Villains (100 anys d'AFI... 100 herois i dolents), el juny de 2003.